# Sacoco
Sacoco ist eine Aldeia in der osttimoresischen Landeshauptstadt Dili. Die Aldeia liegt im Osten des Sucos Caicoli (Verwaltungsamt Vera Cruz) und nimmt den westlichen Teil des Stadtteils Rumbia ein. In der Aldeia leben 354 Menschen (2015).

## Lage

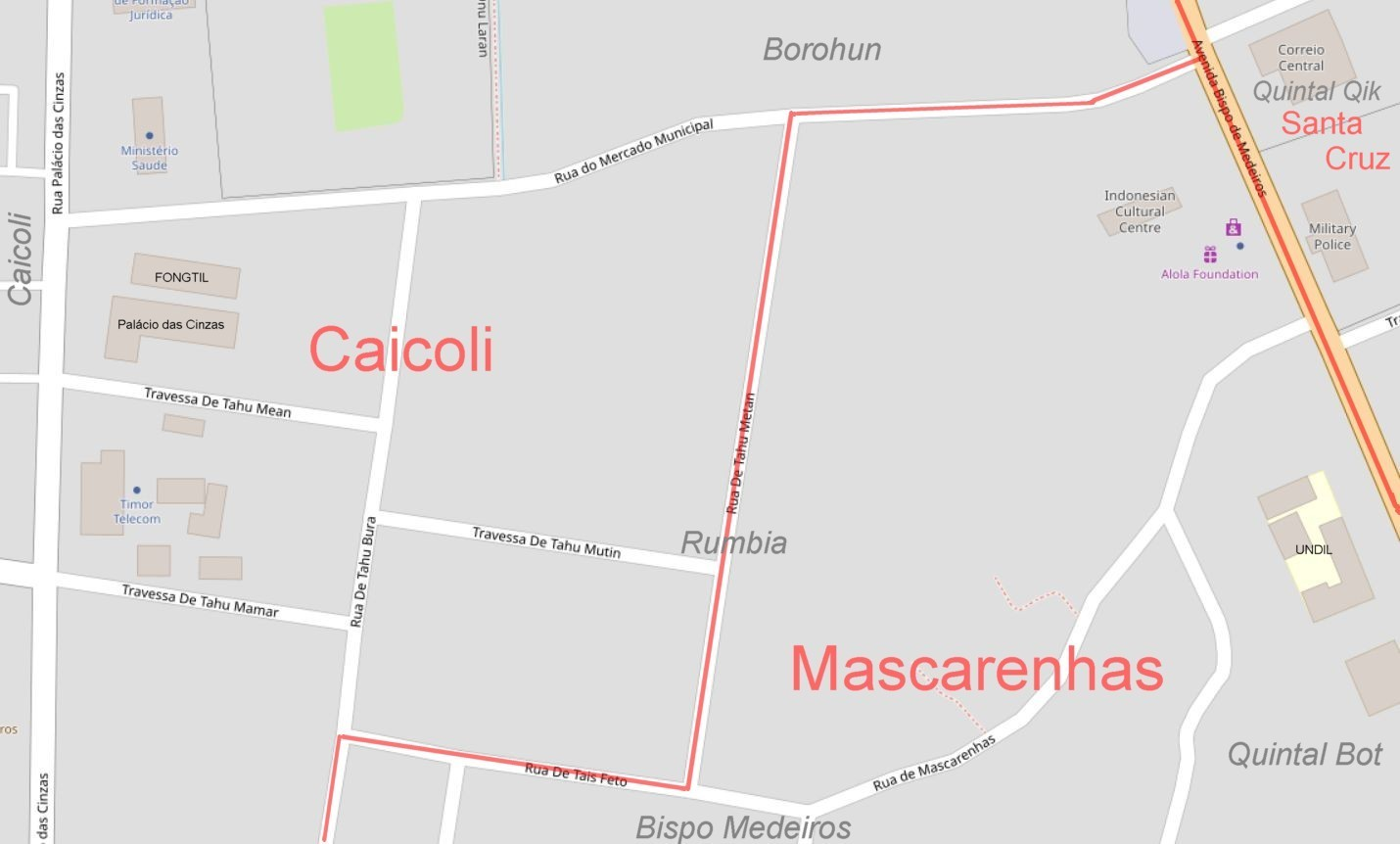
Straßenkarte von Rumbia

Die Nordgrenze zur Aldeia De 12 Divino bildet die Rua do Mercado Municipal, nach Westen zur Aldeia Tahu Laran die Rua Palácio das Cinzas, nach Süden zur Aldeia Foho Rai Boot die Straßen Travessa de Tahu Mean, Rua de Tahu Bura und Travessa de Tahu Mutin und nach Osten zum Suco Mascarenhas die Rua de Tahu Metan.

## Einrichtungen
Im Westen liegen das Hauptgebäude des Gesundheitsministeriums im Palácio das Cinzas und der Sitz der FONGTIL.